# Titanebo redneri
Titanebo redneri es una especie de araña cangrejo del género Titanebo, familia Philodromidae. Fue descrita científicamente por Cokendolpher en 1978.

## Distribución
Esta especie se encuentra en los Estados Unidos.